# 第19回先進国首脳会議
第19回先進国首脳会議（だい19かいせんしんこくしゅのうかいぎ）は、1993年7月7日から9日まで日本の東京で開催された先進国首脳会議。通称東京サミット。日本で3回目に開催されたサミットである。会場は東京都港区赤坂の迎賓館。

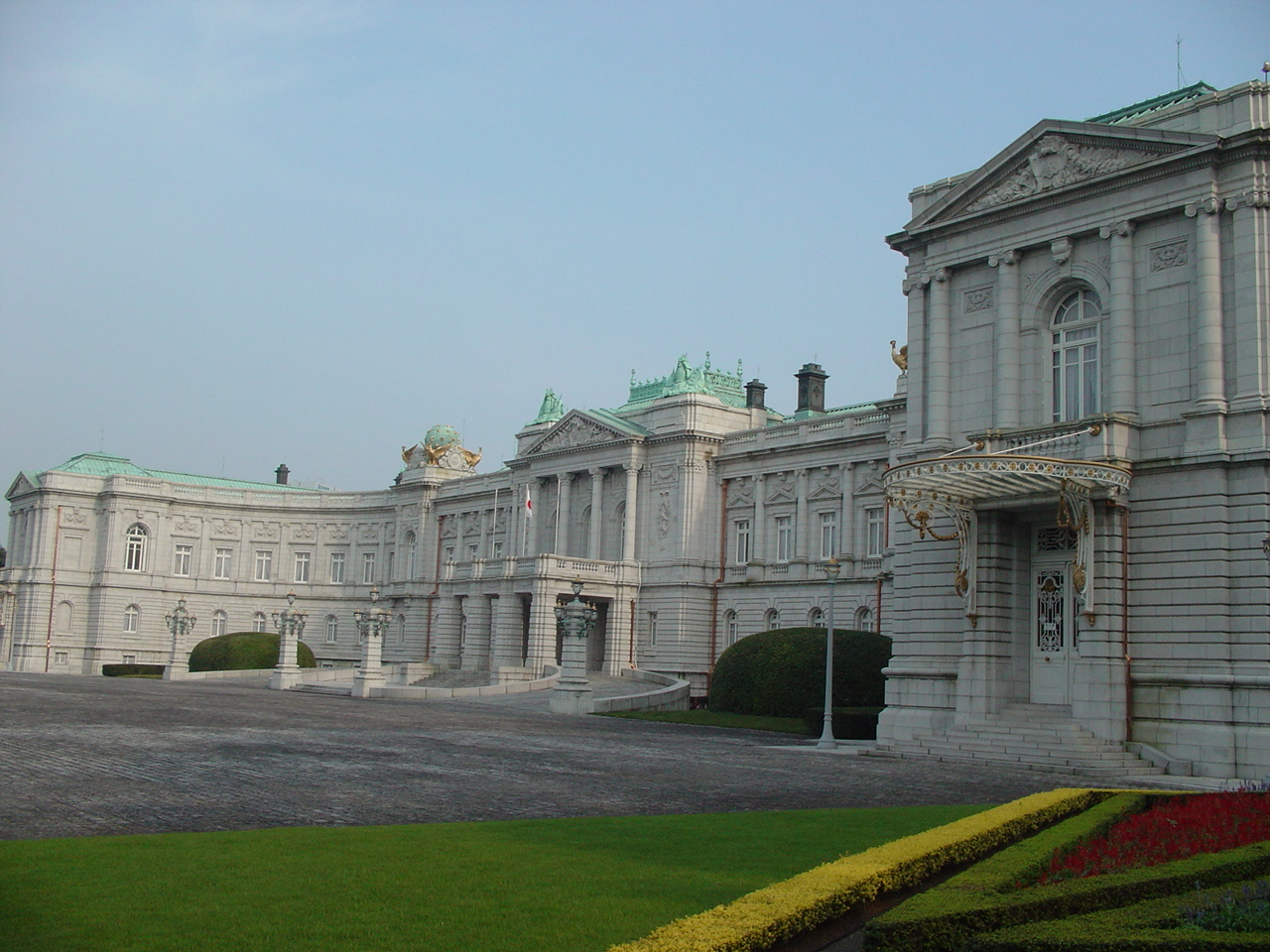
サミット会場となった迎賓館

## 出席首脳
サミットに参加した首脳は以下の通り:
- 宮澤喜一（議長、日本国内閣総理大臣）
- フランソワ・ミッテラン（フランス共和国大統領）
- ビル・クリントン（アメリカ合衆国大統領）
- ジョン・メージャー（イギリス首相）
- ヘルムート・コール（ドイツ首相）
- ジュリアーノ・アマート（イタリア首相）
- キム・キャンベル（カナダ首相）

## 議題
- テロリズム
- 貿易
  - ウルグアイ・ラウンド
- 環境
  - 国連環境開発会議成果の点検
- ロシアと他国との移行
- 旧ユーゴスラビアへの人道支援
- 国際協力と将来のサミット
- 発展途上国
  - IMFの拡大構造調整ファシリティー（ESAF）についての評価

## 宣言

### 政治宣言
題：より安全で人間的な世界を求めて

### 経済宣言
題：雇用と成長へのより強固な決意